# La honra de los hombres
La honra de los hombres es una obra de teatro en dos actos y en prosa, de Jacinto Benavente, estrenada en 1919.

## Argumento
Ambientada en Islandia, narra el sacrificio de Gunna, una joven soltera que, con la complicidad de su novio Toggi y de sus padres, y para salvar la honra de Paula, su hermana casada, asume la maternidad del hijo extramatrimonial de ésta. Magnus, el marido, cree el engaño cuando vuelve de la temporada de pesca. Pero la verdad acaba siendo desvelada cuando Magnus se burla de Toggi y éste, ofendido y en defensa de su honra, revela la artimaña. 

## Representaciones destacadas
- Teatro Lara, Madrid, 3 de mayo de 1911. Estreno
  - Intérpretes: Emilio Thuillier (Magnus), María Palou (Paula), Hortensia Gelabert (Gunna), Sr. Martianer (Toggi), Leocadia Alba (Juana).

## Cine
En 1946 el director de Argentina, Carlos Schlieper filmó la versión para cine con el mismo título. 